# Sechsunddreißig Stunden

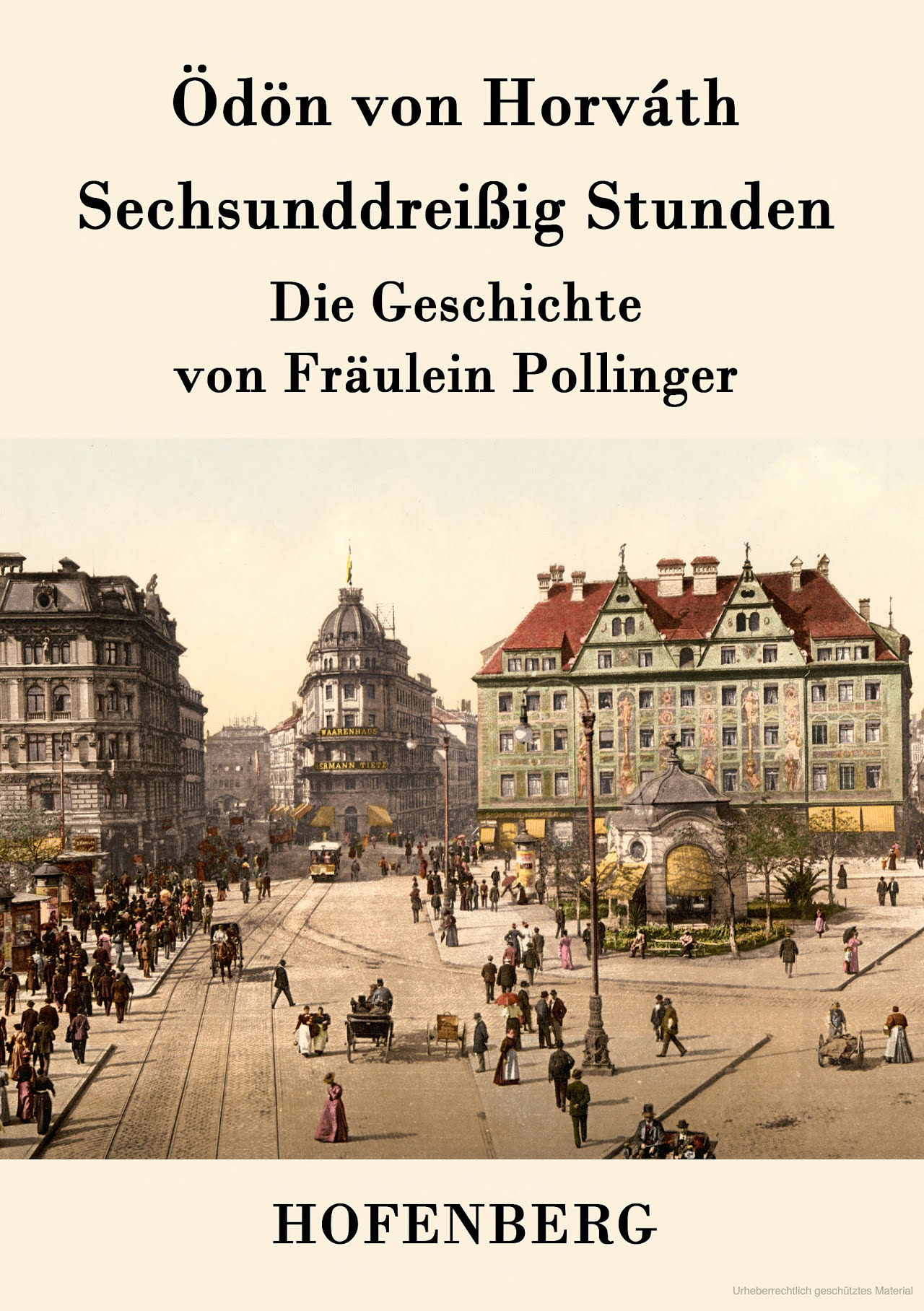
Cover einer Ausgabe aus dem Jahr 2015

Sechsunddreißig Stunden, die Geschichte vom Fräulein Pollinger ist ein Roman von Ödön von Horváth. 1928 fertiggestellt, aber erst postum erschienen, beleuchtet der sozialkritische Roman wie viele andere Werke v. Horváths die Situation der verarmten Bevölkerung Deutschlands in der Weltwirtschaftskrise.

## Entstehung
Ödön von Horváth arbeitete ab 1927 an der „Spießer-Prosa“, aus der schließlich Der ewige Spießer 1930 hervorging. 1927/1928 schrieb er an dem „Roman einer Kellnerin“, 1929 stellte er „Sechsunddreißig Stunden“ fertig. 1929 unterzeichnete er einen Vertrag mit dem Propyläen-Verlag über die Veröffentlichung, die allerdings nicht zustande kam. Gemeinsam mit einem ebenfalls nicht publizierten Roman „Herr Kobler wird Paneuropäer“, dessen Konzept vollständig in einem Notizbuch hinterlassen wurde, wurden beide in „Der ewige Spießer“ verarbeitet.

## Handlung
Die Geschichte ist geschildert aus der Perspektive der Agnes Pollinger, die im ersten Kapitel des Buches auf dem Sozialamt Eugen Reithofer kennenlernt. Reithofer ist ein verarmter Kellner aus Österreich, der vor dem Ersten Weltkrieg davon geträumt hat, durch die Arbeit in einem afrikanischen Hotel genug zu verdienen, um sich ein eigenes kleines Hotel leisten zu können. Den nachfolgenden Nachmittag und die halbe Nacht verbringen die beiden schließlich zusammen, unterhalten sich, kommen sich näher und verabreden sich für den nächsten Nachmittag, um auf das Oberwiesenfeld zu gehen.
Im zweiten Kapitel wird sie vom Untermieter Kastner ihrer Tante einem Künstler AML vermittelt, für den sie nackt posieren soll. Dort lernt sie auch den Metzgersohn und Amateur-Eishockeyspieler Harry Priegler kennen, mit dem sie eine Autofahrt zum Starnberger See unternimmt. Während des gemeinsamen Essens in einem nahgelegenen Café entschließt sich Harry dazu, sich auf dem Rückweg in einer dunklen Gasse „an sie heran zu machen“ und, falls sie nicht mitmache, sie dort auszusetzen. Obwohl sie seinem Drängen nachgibt und mit ihm Sex hat, hat er das Gefühl, sie würde sich nicht wie gewünscht beteiligen und wirft sie aus seinem Auto. Von dort aus muss sie zu Fuß nach München zurück, schläft aber unterwegs nachts auf einer Bank in einem Wald ein.
Eugen Reithofer, von Fräulein Pollinger versetzt, wartet lange auf sie und geht schließlich die Stationen ab, die Agnes am Vormittag des Tages ebenfalls besucht hat: ihre Wohnung, das Antiquariat, in dem ihre Tante arbeitet, und schließlich das Atelier, in dem sie posieren sollte. Schließlich geht er in ein Café, in dem er eine mittlerweile als Prostituierte arbeitende Witwe eines Kameraden von ihm trifft sowie vom Pianisten hört, dass er einer Schneiderin eine Arbeitsstelle vermitteln könne. Er nimmt das Angebot an, geht am nächsten Morgen zum Wohnhaus von Agnes Pollinger, die zu diesem Zeitpunkt gerade zuhause ankommt und erklärt ihr die Situation. Erfreut nimmt sie an.
Neben dieser Handlung werden immer wieder die Schicksale von Personen geschildert, denen Agnes Pollinger oder Eugen Reithofer begegnen oder die mit diesen in Verbindung stehen. Gemein ist diesen Schilderungen, dass sie ein unglückliches Leben in Armut und Verzweiflung erzählen, durchzogen sind sie außerdem von kritischen Beobachtungen zum Wirtschafts- und Gesellschaftssystem sowie zur Religion.

## Ausgaben
- Ödön von Horvath: Wiener Ausgabe sämtlicher Werke, Band 14.1, Hrsg. von Klaus Kastberger, Berlin, New York 2010.
- Ödön von Horváth: 36 Stunden. Die Geschichte vom Fräulein Pollinger. Gelesen von Ulrich Tukur. 2 CDs, Tacheles/Roof Music, 2005, 118 Minuten